# آلتریکس
آلتریکس (انگلیسی: Alteryx) شرکت نرم‌افزار آمریکایی است، که در سال ۱۹۹۷ توسط دین استوکر تأسیس شد.